# Búvárcápa
A búvárcápa (Dalatias licha) kis termetű, mélyvízi cápafaj. Elszórtan az egész világ meleg tengereiben előfordul, többnyire 200–600 m mélyen él. Európai és nyugat-afrikai populációit a túlhalászat veszélyezteti. 

## Megjelenése
A búvárcápa átlagosan 1-1,4 m de maximálisan is csak 1,6 m hosszú, súlya 8 kg körül van. Teste közepesen megnyújtott, orra nagyon rövid és lekerekített. Nagy szemei mögötti jól láthatóak a kopoltyúktól független légzőnyílásai. Ajkai vastagok és jól fejlettek, de nem alakultak át olyan szívó rögzítőszervvé, mint a világítócápa esetében. Felső állkapcsában 16-21, míg az alsó állkapocsban 17-20 sor fog helyezkedik el. Felső fogai kicsik és tövisszerűek, hegyük a szájszélek felé irányul. Az alsó fogai viszont kimondottan nagyok, késpengeszerűek, fűrészes élűek; alapjuk átfed, így az egész fogsor folytonos vágófelületet képez. 

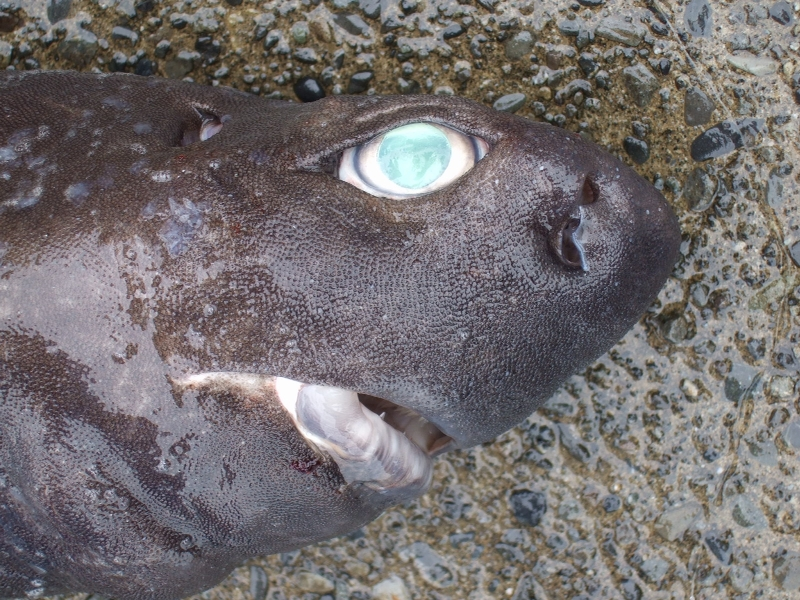
A búvárcápa feje. Jól látható nagy szeme, vastag ajka és rövid orra

Az első hátúszó valamivel kisebb mint a hátulsó és egyiküknél sincs a rokon tüskéscápákhoz hasonló tüske. Az első hátúszó mindig a mellúszók végének vonalán túl kezdődik, míg a hátulsó a hasúszók közepének magasságában ered. A mellúszók rövidek és lekerekített végűek. Farokúszójának felső lebenye jól fejlett, felső részén a gerincoszlop végénél egy jól látható bemetszéssel. A búvárcápa az úszók formája és elhelyezkedése alapján hasonlít a portugál cápára, de attól jól megkülönbözteti a tüskék hiánya a hátúszók elején. Bőrük plakoid tüskéi kicsik és laposak.
Színezete egyöntetű sötétbarna vagy -szürke; a fejen néha halvány fekete foltok találhatók. Uszonyainak pereme fehéres vagy áttetsző, farokúszójának vége pedig fekete. 2003-ban a Genovai-öbölben részleges albínó példányt fogtak, mely testfelületének 60%-a fehér volt. 

## Evolúciója
A búvárcápa genusának egyetlen faja. Fogazatának, csontvázának, izomzatának jellegzetességei alapján legközelebbi rokona a világítócápa (Isistius brasiliensis). A Dalatias és Isistius nemek feltehetően nem sokkal a földtörténeti középkor vége után, 65,5 millió évvel ezelőtt váltak el, amikor a mélyvízi cápák a sekélyebb tengeri életmódhoz alkalmazkodtak.
A bizonyítottan búvárcápához tartozó legrégebbi fogfosszília a középső eocénból származik (37-43 millió éves) és Új-Zélandon találták. Fogait megtalálták még Európában, Japánban, Nyugat-Indiában és a volt Szovjetunió területén.

## Elterjedése

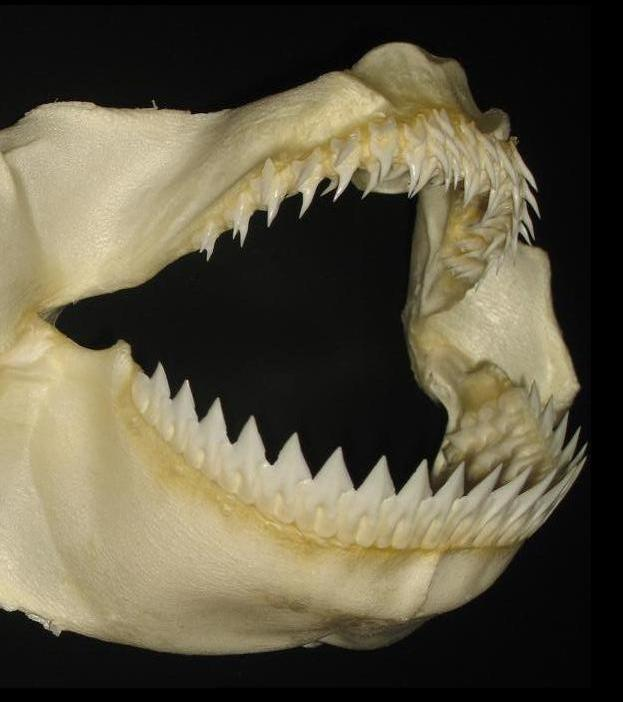
A búvárcápa állkapcsai. Látható az alsó és felső fogsor közötti különbség

A búvárcápa szinte az egész világon előfordul a trópusi és meleg vizű tengerekben és óceánokban, de populációi elszigeteltek és feltehetően nagyon kicsi közöttük a géncsere. A Csendes-óceán keleti és az Indiai-óceán északi feléről hiányzik. Az Atlanti-óceánban nyugaton a Maine-öbölnél és a Mexikói-öböl északi részén; keleten az Északi-tengertől egészen Kamerunig (beleértve az egész Földközi-tengert) fordul elő, és Madeira és az Azori-szigetek környékén is él. Afrika délnyugati partjainál, Japán, Jáva, Ausztrália, Új-Zéland és Hawaii körül is vannak populációi. Az Atlanti-óceán déli részén egyetlen példányt fogtak ki Brazília partjainál.
Általában a kontinentális selfnél, beltengerekben vagy szigetek körül, 200-600 méteres mélységben található meg, de fogták már ki 1800 méterről is. Az Azori-szigeteknél megfigyelték, hogy nemek szerint elkülönülnek, a nőstények 230 m, míg a hímek 400–450 m mélyen voltak gyakoribbak. Családjában a búvárcápa az egyetlen faj, amely inkább a tengerfenék közelében él.

## Életmódja
Előfordulási helyein viszonylag gyakori. Többnyire magányosan, néha kisebb csoportokban mozog. Lassan úszik és könnyedén tud a tengerfenék fölött lebegni, mert nagy olajtartalmú (melynek egyik összetevője a kozmetikumokban és védőoltásokban alkalmazott szkvalén) mája miatt testének sűrűsége közel van a vízéhez. Az Észak-Afrika partjainál és a Genovai-öbölben kifogott cápáknál a nemek aránya 2:1, illetve 5:1 volt a hímek javára, de másutt ilyen eltérést nem figyeltek meg és lehetséges, hogy csak a mintavételi hiba eredménye. A búvárcápára más cápák és nagyobb ragadozó halak, valamint ámbráscetek vadásznak. Parazitáira vonatkozóan csak kevés adat áll rendelkezésre; az ír partoknál kifogott két cápa gyomrában fonálférgeket találtak.
A búvárcápa ragadozó hal, többnyire a fenék közelében élő kisebb méretű csontos halakkal táplálkozik, de megeszi a kis termetű cápákat és rájákat, polipokat és kalmárokat, rákféléket, gyűrűsférgeket és medúzákat is. Közeli rokonához, a világítócápához hasonlóan képes arra, hogy a nála jóval nagyobb halakból vagy cetekből húsdarabokat harapjon ki. Gyomortartalmából nála gyorsabban úszó halak is előkerültek, ezeket vagy eleve elpusztult formában ette meg vagy valamilyen ismeretlen módszerrel vadászik rájuk. A Földközi-tengerben étrendjének legnagyobb részét egész évben a csontos halak teszik ki; télen és tavasszal ezt más cápákkal, nyáron rákokkal, ősszel pedig fejlábúakkal egészítik ki. A kifogott hímek között sokkal gyakoribb hogy gyomruk tele van, mint a nőstények esetében, de ennek oka nem ismert.
A búvárcápák elevenszülők, megtermékenyített ikráik a testen belül fejlődnek ki. A Földközi-tengerben egész évben, de elsősorban tavasszal és ősszel szaporodhatnak; a nőstények két ikrakihordás között egyéves szünetet tartanak. A nőstények méretüktől függően 10-16 utódot hordanak ki. Születésükkor a cápák 30–45 cm hosszúak. Ivaréréskor a hímek átlagosan 77–121 cm, míg a nőstények 117–159 cm-esek. Kísérletek alapján nincs összefüggés a születéskor és felnőttkorban mért hosszúság között.

## Jelentősége
A búvárcápa mélyvízi hal, így az emberre nem jelent veszélyt, de egy példánya felső fogsorát megtalálták egy tengeri száloptikai kábel burkába akadva. Régóta halásszák, Japánban és az atlanti partokon húsát fogyasztják, maradékát hallisztnek dolgozzák fel. Májának olaját kozmetikumokban és újabban vakcinákban alkalmazzák. Kiszárított bőrével bútorokat és ékszereket csiszoltak, illetve régebben Spanyolországban kardmarkolatokhoz használták fel. Az Atlanti-óceán nyugati felén nincs kereskedelmi felhasználása. 

## Környezetvédelmi helyzete

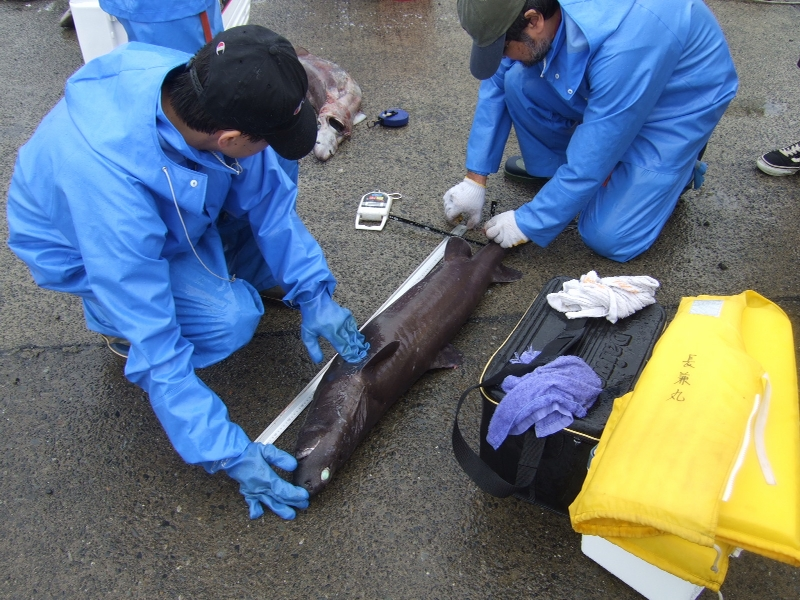
Japán tudósok kifogott búvárcápát mérnek

A kereskedelmi célú halászat mélytengerekre való kiterjesztésével a búvárcápa és más, lassan növekvő és szaporodó fenéklakó fajok is veszélybe kerülhetnek. Ennek egyik példája az Azori-szigetek körüli búvárcápa-populáció összeomlása. Célzott halászata a 70-es években kezdődött el, elsősorban a cápamájolaj kinyerése céljából. A 80-as évek elején a halászflottát kibővítették és 1984-ben már 937 tonnányi cápát fogtak ki. 1991 után azonban a fogás meredeken zuhant, egészen évi 15 tonnáig, amivel (a cápaolaj árának esése mellett) a halászata az évtized végére veszteségessé vált. Becslések szerint az északnyugat-atlanti populáció létszáma is az ipari halászat előtti szint felére esett vissza, míg a Brit-szigetek környékén a 70-es évekhez viszonyítva 94%-kal csökkent a búvárcápák száma.
A legtöbb búvárcápát Japán és Portugália vizein fogják ki, főleg a fenékhálós vagy horgos halászat melléktermékeként. Portugáliában 2000-ben 282 tonna, 2003-ban pedig 119 tonna cápát fogtak. Bár sokat még élve visszadobnak, nagy részük így is elpusztul. A Természetvédelmi Világszövetség Vörös listáján mérsékelten fenyegetett kategóriába tartozik, de az északkelet-atlanti régióban a populációcsökkenések miatt eggyel súlyosabb, sebezhető kategóriába került. 

## Fordítás
Ez a szócikk részben vagy egészben  a   Kitefin shark című angol Wikipédia-szócikk ezen változatának fordításán alapul.  Az eredeti cikk szerkesztőit annak laptörténete sorolja fel. Ez a jelzés csupán a megfogalmazás eredetét és a szerzői jogokat jelzi, nem szolgál a cikkben szereplő információk forrásmegjelöléseként.